# CCTV-3
A CCTV-3 a Kínai Központi Televízió 3-as adója, amely a művészetekre és a szórakozásra összpontosít. 1986. január 1-jén indult.
A CCTV-3 online is nézhető.

## Története
A CCTV-3 1986. január 1-jén kezdte meg a sugárzást. 1994. január 1-jétől műholdon is továbbítják. 2011. január 1-jén logót változtatott. 2012. szeptember 28-ától az SD és a HD változat párhuzamosan sugároz.